# Néstor Isasi
Néstor Daniel Isasi Guillén (* 9. April 1972 in Encarnación) ist ein ehemaliger paraguayischer Fußballspieler. Der rechte Außenverteidiger bestritt 16 Länderspiele für Paraguay und wurde auf Vereinsebene 2002 mit Olimpia Sieger der Copa Libertadores.

## Karriere

### Verein
Néstor Isasi gab sein Debüt 1990 bei Sport Colombia in seiner Heimat. Danach spielte er für die Klubs Nueva Estrella und Silvio Pettirossi, bevor er 1994 bei Guaraní unterschrieb. 1997 wechselte Isasi zum brasilianischen Verein FC São Paulo und spielte leihweise auch für América Mineiro. Zurück in Paraguay hatte Isasi erfolgreiche Stationen bei Olimpia und Cerro Porteño. Mit Olimpia gewann der Rechtsverteidiger die Copa Libertadores 2002 und mit Cerro Porteño die paraguayische Meisterschaft 2004. Zum Karriereausklang unterschrieb Isasi Verträge 2008 bei Deportes Antofagasta in Chile und 2009 bei Alianza Lima in Peru.

### Nationalmannschaft
In der paraguayischen Nationalmannschaft bestritt Nelson Isasi insgesamt 16 Länderspiele, in denen er einen Treffer erzielte. Er debütierte im September 1995 beim Freundschaftsspiel gegen Japan, bei dem er direkt sein einziges Länderspieltor erzielte, und stand zuletzt für die Nationalelf im August 2003 beim Freundschaftsspiel gegen Panama auf dem Platz. Isasi wurde in den Kader der Copa América 2001 berufen und bestritt die ersten beiden Gruppenspiele gegen Mexiko und Peru. Nach den beiden Unentschieden setzte es noch eine Niederlage im letzten Gruppenspiel, so dass Paraguay nach der Gruppenphase ausschied.

## Erfolge
Olimpia
- Sieger der Copa Libertadores: 2002
- Sieger der Recopa Sudamericana: 2003

Cerro Porteño
- Paraguayischer Meister: 2004